# Xtro
Xtro – brytyjski, niskobudżetowy film fabularny (fantastycznonaukowy horror) z 1983 roku w reżyserii Harry Bromley Davenporta.
Powstały 2 sequele:
- Xtro 2 (1990)
- Xtro 3 (1995)

## Opis fabuły
Sam pewnego dnia zostaje porwany przez kosmitów. 3 długie lata później powraca do swojej żony Rachel i syna Tony’ego, lecz nie tylko jako człowiek, a również jako zabójcze monstrum. Niestety jego żona Rachel, ma już nowego męża. Sam postanawia odebrać syna i zemścić się na nowym wybranku żony na różne sposoby.

## Obsada
Źródło: Filmweb
- Arthur Whybrow - Pan Knight
- Anna Mottram - Nauczycielka
- Susie Silvey - Kobieta w domku
- Robert Pereno - Ben

i inni.